# 소파이
소파이(SoFi) 또는 소파이 테크놀로지스(SoFi Technologies, Inc.)는 미국의 온라인 개인 금융 회사이자 온라인 은행이다. 샌프란시스코에 본사를 둔 소파이는 모바일 앱과 데스크톱 인터페이스를 통해 학자금 대출 재융자, 모기지, 개인 대출, 신용 카드, 투자 및 은행 업무를 포함한 금융 상품을 제공한다.

## 비즈니스 모델
소파이는 원래 학교별 학자금 대출 자금을 통해 학생과 최근 졸업생을 졸업생 및 기관 투자자와 연결하는 동문 자금 지원 대출 모델을 활용했다. 투자자들은 재정적 수익을 얻었고 차용인들은 연방 정부가 제공하는 것보다 낮은 금리를 받았다. 회사는 위험도가 낮은 학생과 졸업생에 초점을 맞춰 채무 불이행을 최소화하려고 노력했다.
소파이의 상품 제공 범위가 모기지, 모기지 재융자 및 개인 대출을 포함하도록 확장됨에 따라 회사는 졸업생 지원 모델에서 재정적으로 책임 있는 개인에게 대출에 초점을 맞춘 비전통적인 인수 접근 방식으로 전환했다. 2023년 기준으로 소파이는 각 부서에서 수익을 창출한다. 소파이의 가장 큰 수익원인 대출 부문은 순이자, 유동화 판매 및 전체 대출 판매를 통해 수익을 창출한다. 회사의 기술 플랫폼은 플랫폼 액세스 및 카드 관리 서비스를 포함한 갈릴레오의 고객 서비스를 통해 수익을 창출한다. 금융 서비스는 거래 및 관리 수수료, 주식 대출 및 기타 소스를 통해 수익을 창출한다.